# Calle Mulberry (Manhattan)

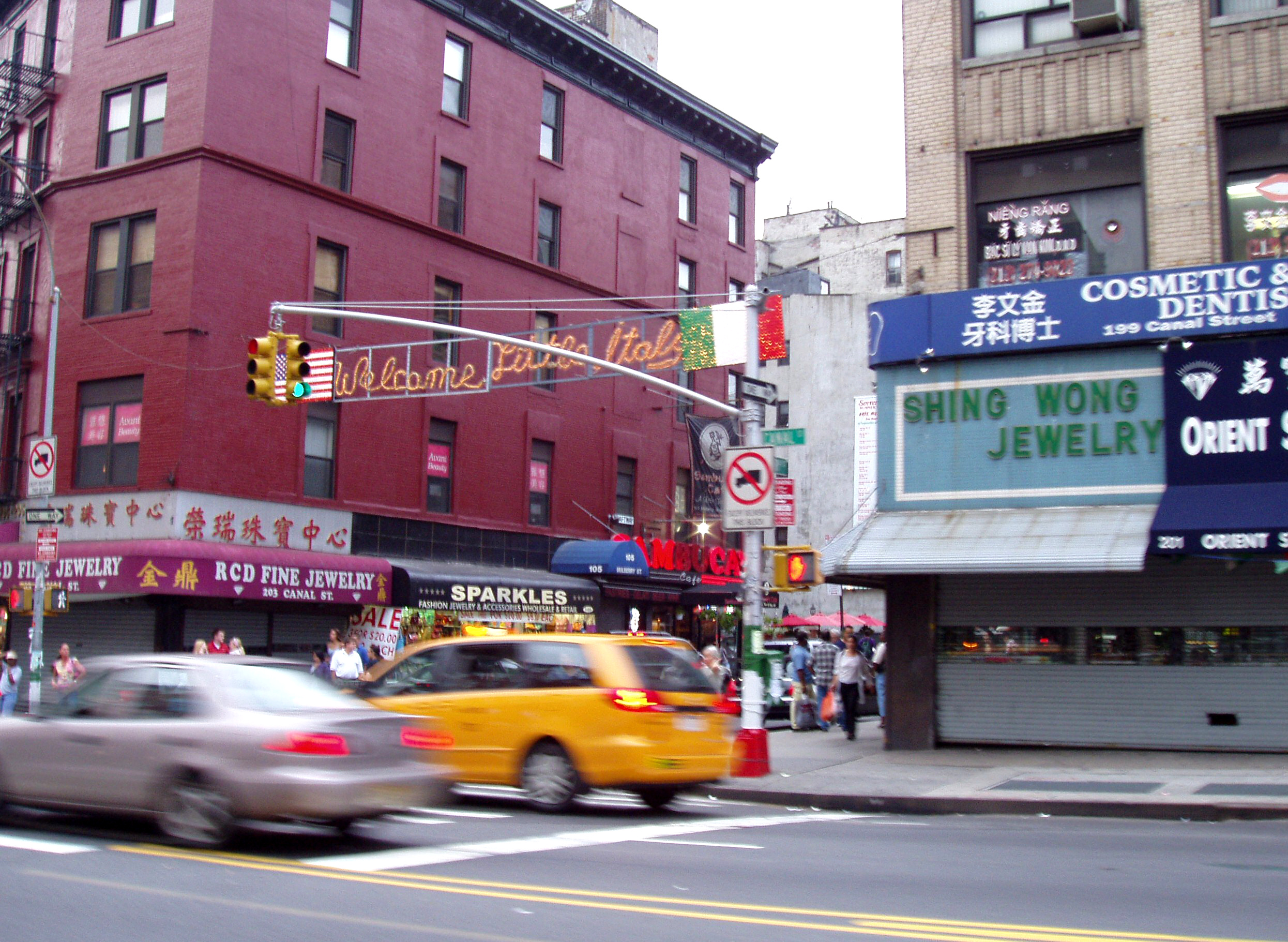
Cruce entre las calles Canal y Mulberry, donde el Barrio Chino se encuentra con Little Italy (Pequeña Italia), en 2004.

Mulberry Street (en inglés, 'Calle de la Morera', literalmente) es una calle principal del bajo Manhattan en la ciudad de Nueva York, Estados Unidos. Está históricamente asociada con la cultura e historia italoestadounidense y, a finales del siglo XIX e inicios del siglo XX, fue el corazón del barrio de Little Italy en Manhattan. 
La calle se encuentra representada en los mapas de la ciudad desde, por lo menos, 1755. El "codo" en su recorrido, donde la calle cambia su dirección del sureste a noroeste a una dirección hacia el norte, fue hecha para evitar los pantanos que antaño rodeaban el Collect Pond. Durante el periodo de la revolución americana, Mulberry Street era referida usualmente como la "calle del matadero" (en inglés: "Slaughter-house Street") por el matadero de Nicholas Bayard que se ubicaba en lo que hoy es la esquina suroeste del cruce de las calles Mulberry y Bayard. El matadero estuvo ahí hasta el verano de 1784 cuando se ordenó su reubicación en Corlaer's Hook.
El Mulberry Bend, formado por Mulberry Street al este y Orange Street al oeste, fue históricamente parte del centro del infame barrio de los Five Points; la esquina suroeste de Mulberry Bend formó parte de la intersección de cinco calles (Five Points) que dio nombre a la zona.  Además de Mulberry, las otras cuatro calles que formaban el Five Points fueron Anthony Street (hoy Worth Street), Cross Street (hoy Mosco Street), Orange Street (Baxter Street) y Little Water Street (que ya no existe).

## Ubicación
Se ubica entre las calles Baxter y Mott. Tiene un recorrido de norte a sur, cruzando los barrios de Little Australia y Little Italy, una cuadra al este de su paralela Mott Street. Sus extremos son, al norte, Bleecker Street en el NoHo y, al sur, Worth Street en el Civic Center. Cerca de la porción sur de la calle, se encuentra el barrio chino donde las calles están llenas de fruterías y verdulerías, carnicerías y pescaderías.
Mas al sur de Bayard Street, en el lado occidental de la calle se encuentra Columbus Park que fue creado en 1897. La esquina suroccidental del parque (alejada de Mulberry Street) es la ubicación de la intersección original de los antiguos Five Points. El lado oriental de la calle hoy está lleno de funerarias de Chinatown.[cita requerida]

### Mulberry Bend

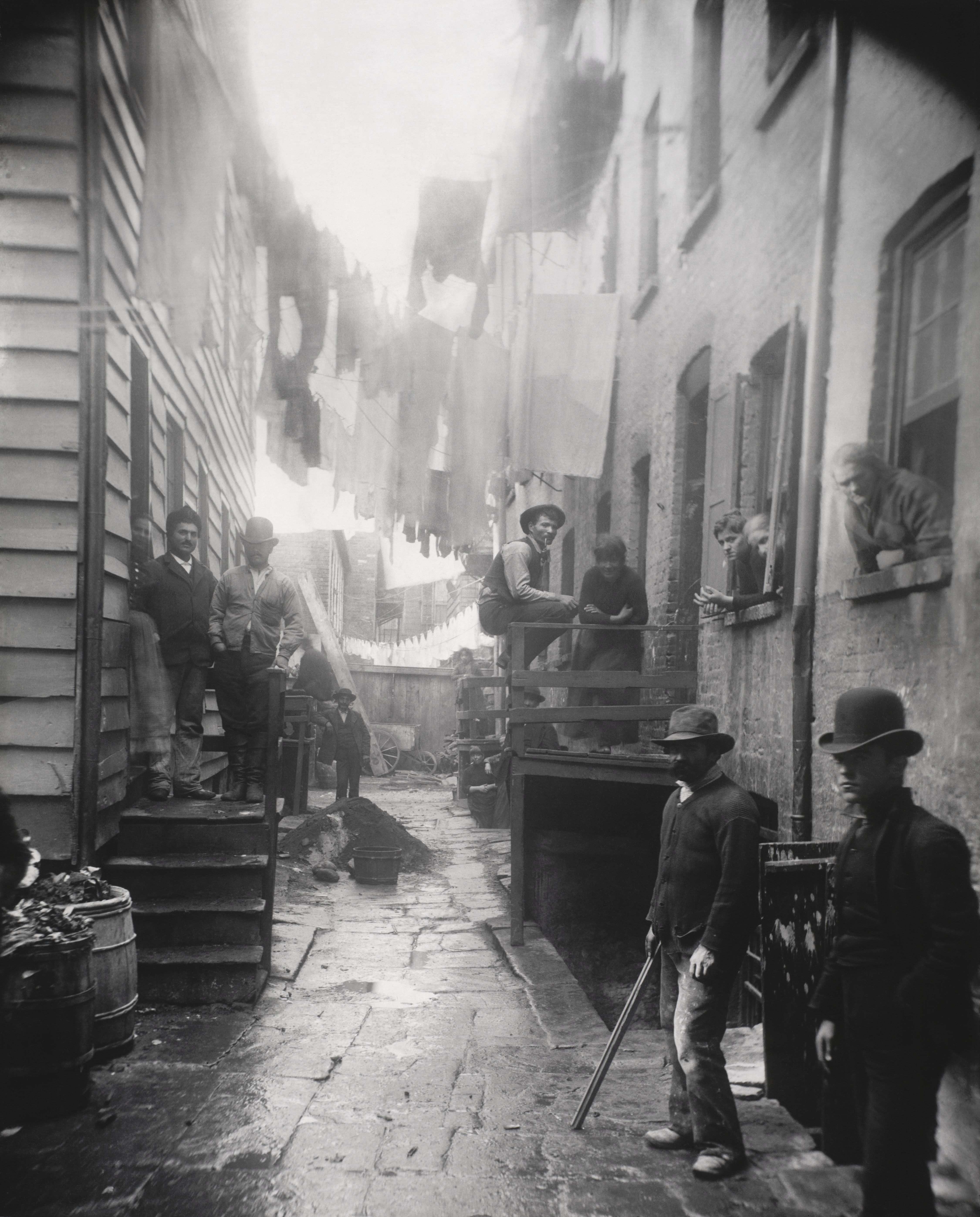
"Bandit's Roost", un callejón trasero de Mulberry Street, fotografiado por Jacob Riis en 1888, era un objetivo de los esfuerzos policiales en los años 1880 y 1890.

La calle fue nombrada así debido a las moreras que alguna vez bordearon esa vía. "Mulberry Bend es una angosta curva en Mulberry Street, una tortuosa garganta de altas casas de vecindad... tan llena de gente que las multitudes yendo y viniendo se extienden fuera de la acera casi hasta la mitad de la calle... Las muchedumbres están en la calle porque gran parte de las aceras y toda la cuneta están ocupadas por puestos de vendedores".
Para el reformador urbano Jacob Riis, Mulberry Bend personificaba lo peor de los barrios bajos de la ciudad: "A Mulberry Bend Alley" (en inglés: un callejón de Mulberry Bend) contrastaba con "Mulberry Bend becomes a park" (en inglés: Mulberry Bend se convierte en un parque), fueron dos de las fotografías que ilustraban el llamado de Jacob Riis por la renovación, The Battle with the Slum (1902). En respuesta a los reformistas como Riis, la ciudad en los años 1890 compró a muchos de los dueños de propiedades en los barrios marginales y reemplazó los edificios de viviendas con el Columbus Park.

### Edificios notables
El Puck Building se levanta cerca del extremo norte de la calle en la esquina suroeste del cruce con Houston Street. Mas al sur se levanta la Antigua Catedral de San Patricio, junto a su cementerio. La iglesia de la Preciosísima Sangre, en el 113 Baxter Street, fue construida por italianos quienes, como nuevos inmigrantes, no estaban permitidos de realizar su culto religioso en las iglesias principales de la Transfiguración ni en la Antigua Catedral de San Patricio. Debajo de Prince Street (número 247) se encuentra el antiguo local del Ravenite Social Club, donde se realizaron las escuchas telefónicas que sirvieron de evidencia para enviar a John Gotti a prisión.
Un museo italoestadounidense se encuentra en el 155 Mulberry y Grand Street. Las casas más célebres de la calle Mulberry son la de Merle Allin y la de su hermano GG Allin.[cita requerida] Inspiró también una canción de Billy Joel, «Big Man on Mulberry Street» («Gran hombre en la calle Mulberry»).

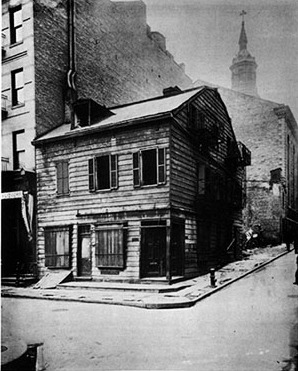
Taberna Black Horse en Mulberry con Park Street, fotografiada entre 1895 y 1899; en 1899 fue demolida y sustituida por un edificio de apartamentos.
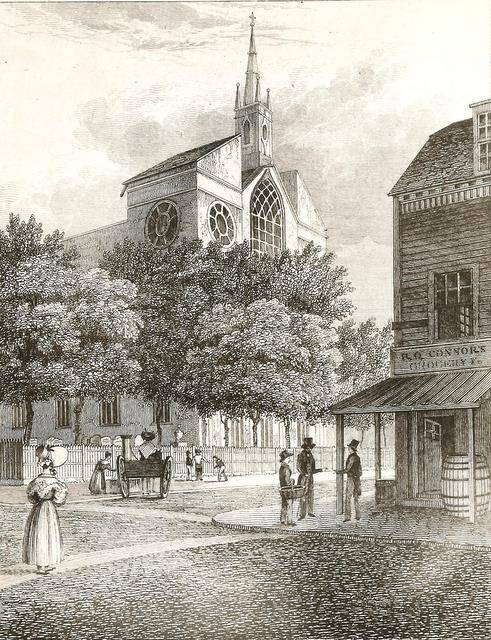
Antigua Catedral de San Patricio, 1815.
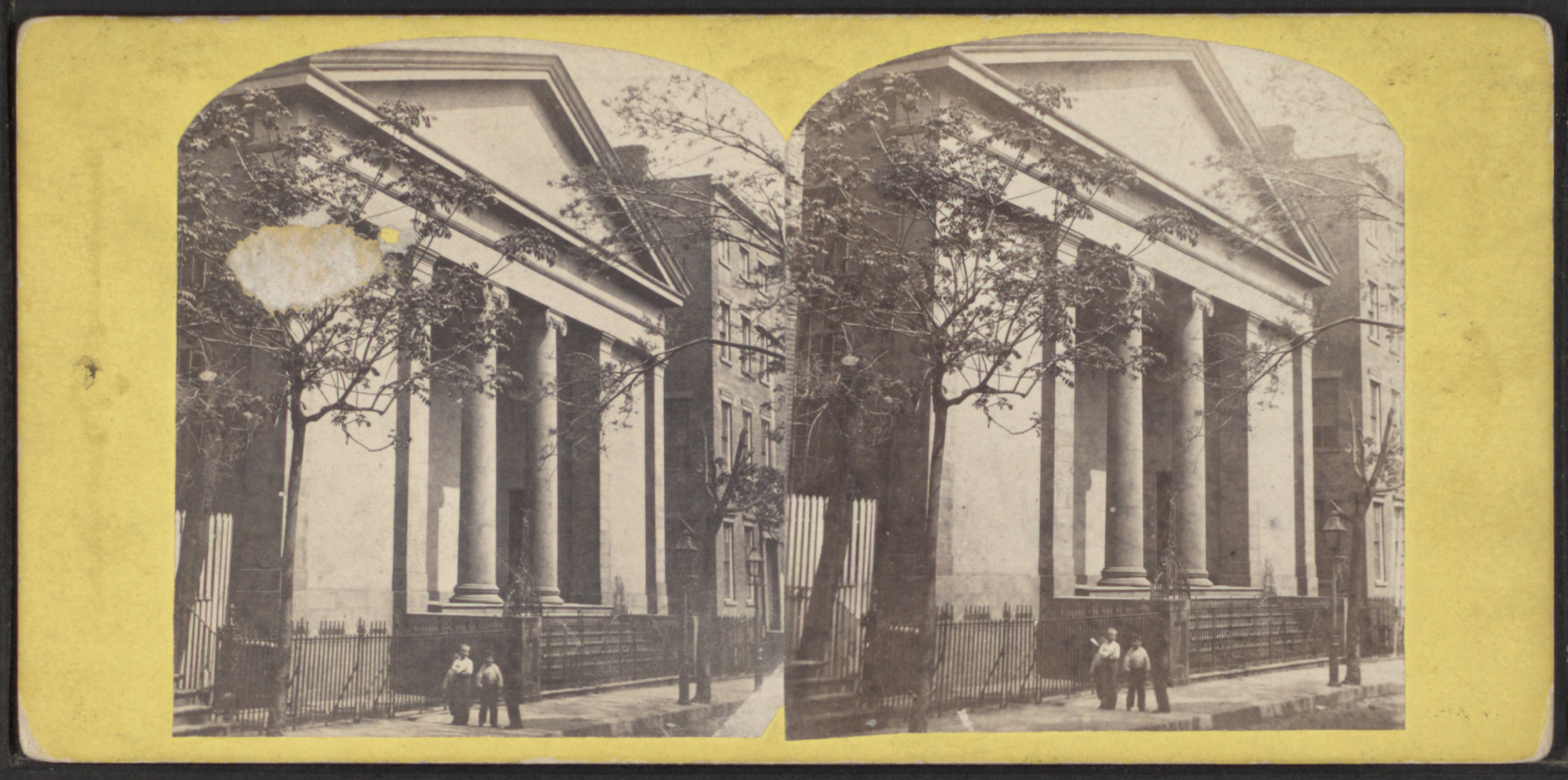
Iglesia de San Felipe, Mulberry St.

## Cultura

### Estructura social
The New York Times envió sus reporteros a caracterizar el barrio de Little Italy/Mulberry en mayo de 1896:

Son obreros, trabajadores manuales de todos los tipos; son artesanos, chatarreros y aquí, también, habitan los ropavejeros. ... Hay una monstruosa colonia de italianos que podrían ser llamados la comunidad comercial o de tenderos de los latinos. Hay toda clase de tiendas, pensiones, tiendas de comestibles, fruterías, sastres, zapateros, vendedores de vino, importadores, fabricantes de instrumentos musicales. ... Hay notarios, abogados, doctores, boticarios, empresarios de pompas fúnebres. ... Hay mas banqueros entre los italianos que entre cualesquiera otros extranjeros en la ciudad con excepción de los alemanes.

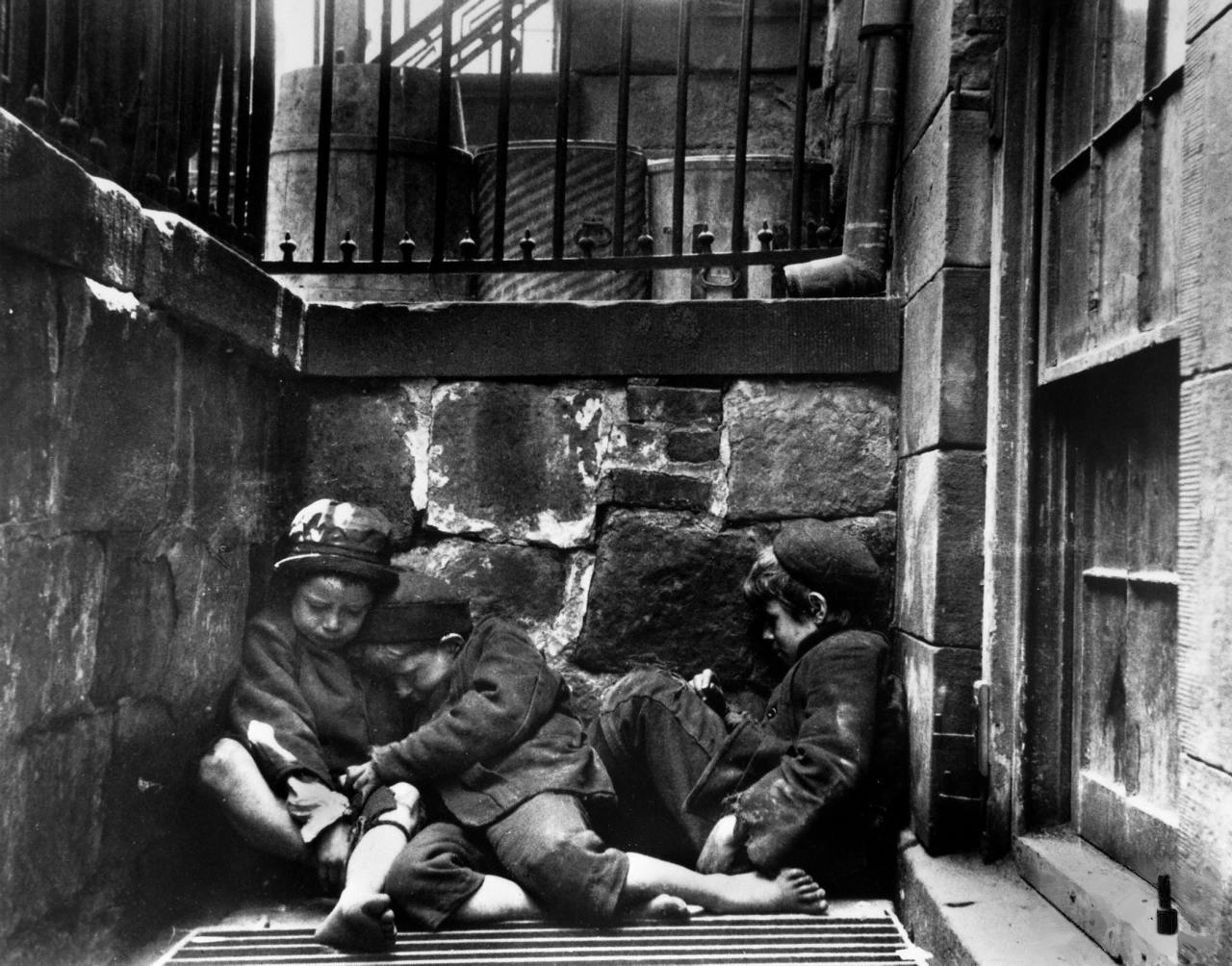
Niños durmiendo en Mulberry Street (1890).
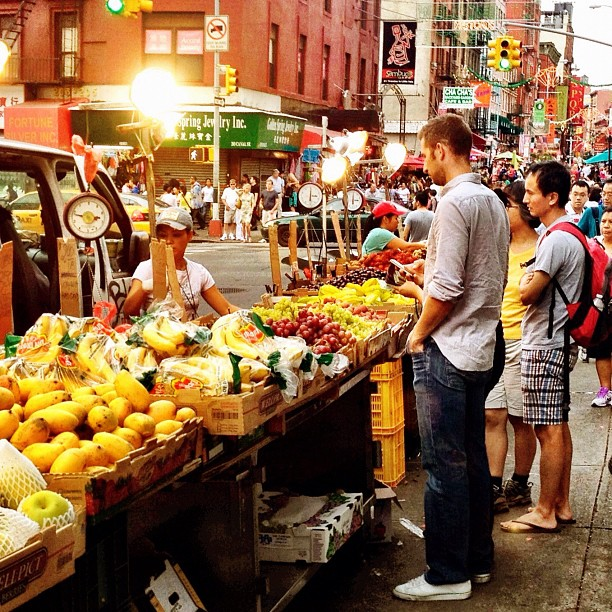
Puesto de verduras y frutas en Mulberry Street, 2012.
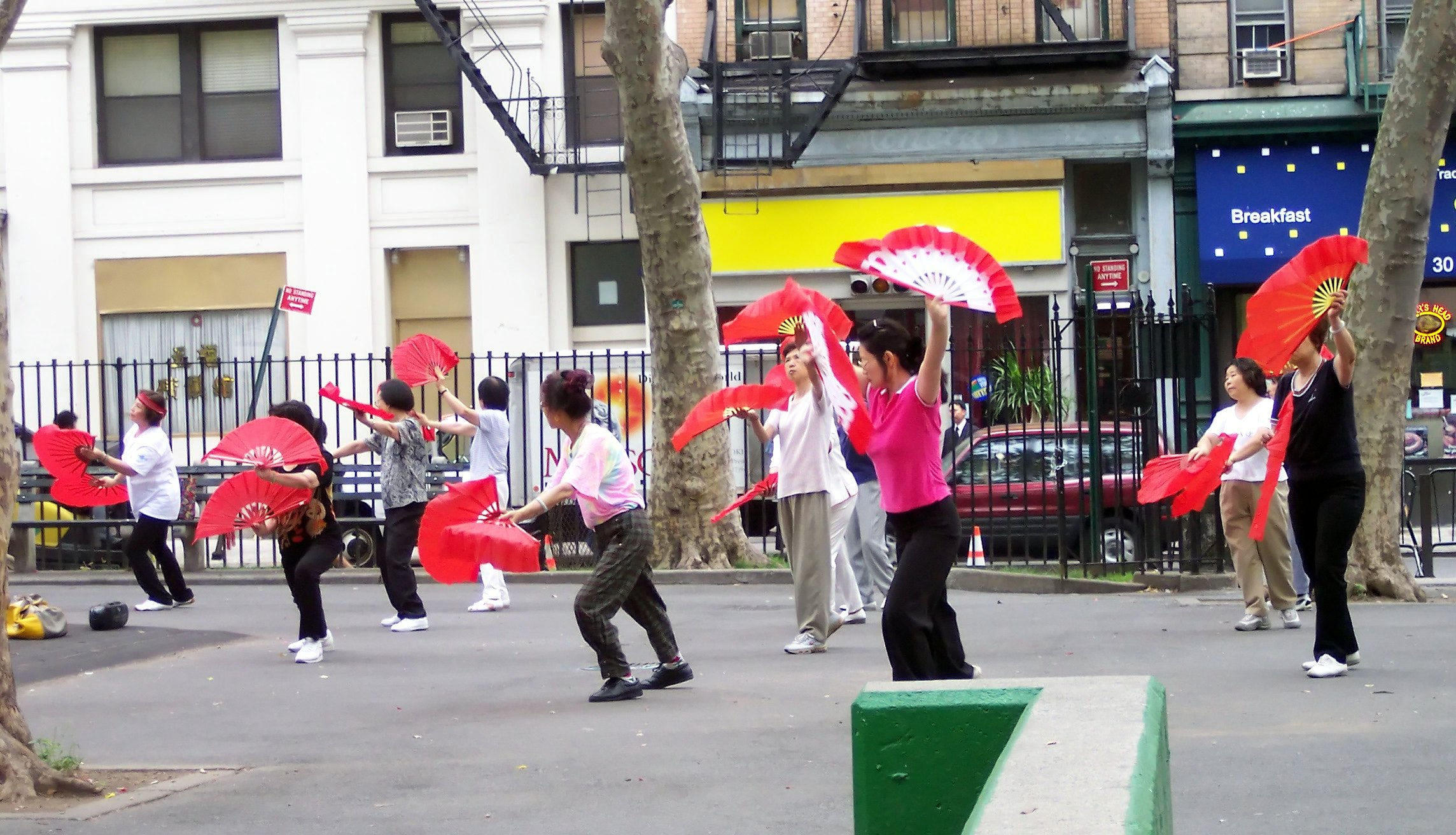
Práctica de Tai Chi en Mulberry Street, 2005.
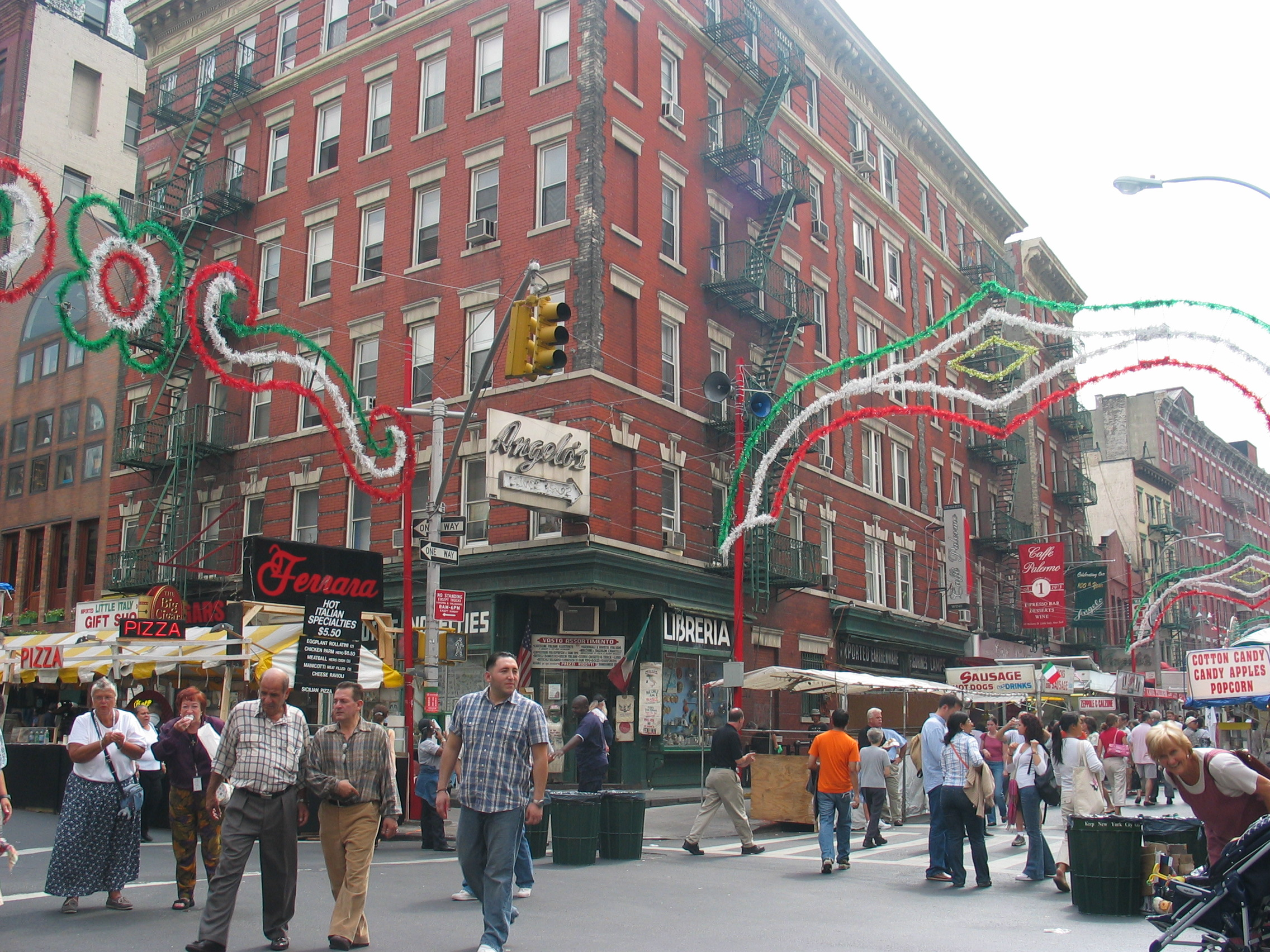
Festival de Little Italy en Mulberry, 2006.

### Fiesta de San Genaro

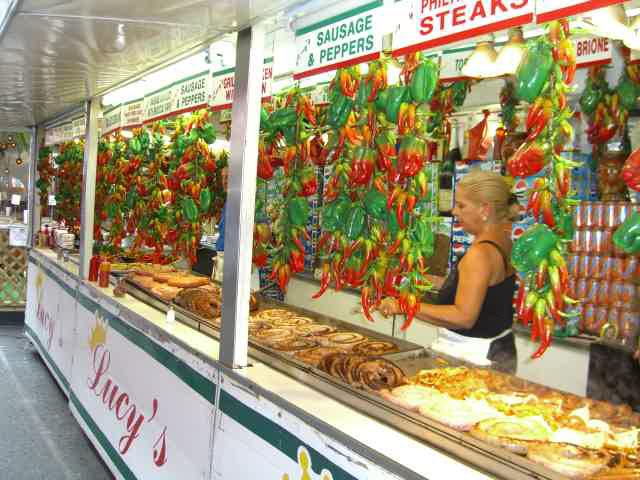
Fiesta de San Genaro en Mulberry Street en 2006.

Durante el festival italoestadounidense de la Fiesta de San Genaro cada septiembre, toda la calle se cierra al tráfico vehicular por la feria callejera. El festival se inició en 1926 y continúa hasta hoy. Es el mayor festival italoestadounidense en Nueva York y, posiblemente, en los Estados Unidos.[cita requerida]

## En la cultura popular
Mulberry Street ha sido objeto de libros, películas y música. Por ejemplo:
Libros
- The King of Mulberry Street, de Donna Jo Napoli. Un niño en los años 1890 viaja sólo desde Nápoles hasta Nueva York estableciéndose en Mulberry Street.

Películas
- En la película Donnie Brasco (1997), el personaje "Lefty" (interpretado por Al Pacino) dice: "... pregúntale  cualquiera, cualquiera, sobre Lefty, de Mulberry Street...".
- En la película Gangs of New York (2002), el personaje de Bill el carnicero se refiere a Mulberry Street como una de las cinco calles que forman los Five Points.

Música
- La canción de Billy Joel "Big Man on Mulberry Street" es una canción con influencias de jazz de su álbum The Bridge (1986).[12]
- La calle también es nombrada en la canción "Io tengo n'appartamento" del cantante italiano Renato Carosone: una antigua historia de un cantante rico en Little Italy extrañando su ciudad natal de Nápoles.
- El grupo italoestadounidense de hip-hop Lordz of Brooklyn menciona Mulberry Street en su canción "The Bad Racket", hablando de una negociación de la mafia en Mulberry Street.
- La canción "Mulberry Street" de Twenty One Pilots en su álbum Scaled and Icy.

Televisión
- En la cuarta temporada de Sex and the City, Aiden y Steve abren un bar en Mulberry Street.
- El episodio 2 de la primera temporada de The Alienist, habla acerca de Mulberry Street.

Dr. Seuss
La calle se suele identificar como el escenario de las historias del Dr. Seuss (And to Think That I Saw It on Mulberry Street, Y pensar que lo vi en la calle Porvenir), cuando en realidad estas se refieren a la calle Mulberry de Springfield, Massachusetts, la patria chica del autor.[cita requerida]